# Etienne-Marie-Jacques Duteil
Etienne-Marie-Jacques Duteil, francoski general, * 1882, † 1967.